# Contea di Clayton (Georgia)
La contea di Clayton (in inglese Clayton County) è una contea dello Stato della Georgia, negli Stati Uniti. La popolazione al censimento del 2000 era di 236 517 abitanti. Il capoluogo di contea è Jonesboro.
Vi è ambientata gran parte di Via col vento.